# ماركوس كينيدي
ماركوس كينيدي (بالإنجليزية: Marcus Kennedy)‏ مواليد 29 يناير 1967 في هايلاند بارك، هو لاعب كرة سلة أمريكي سابق. بدأ مسيرته الاحترافية في سنة 1991. تم اختياره من قبل فريق بورتلاند ترايل بلايزرز خلال الدرافت. يبلغ طوله 6 قدم 7 بوصة (2.0 م). اعتزل اللعب في 1998. لعب مع يوفي كازيرتا باسكت وسي بي مورسيا.

## روابط خارجية
- ماركوس كينيدي على موقع سبورتس رفرنس (الإنجليزية)
- ماركوس كينيدي على موقع الدوري الإسباني لكرة السلة (الإسبانية)
- ماركوس كينيدي على موقع كرة السلة الأوروبية.كوم (الإنجليزية)
- ماركوس كينيدي على موقع كلية كرة السلة في سبورتس رفرنس.كوم (الإنجليزية)
- ماركوس كينيدي على موقع ريلجم (الإنجليزية)
- ماركوس كينيدي على موقع بروبوليرز (الإنجليزية)
- ماركوس كينيدي على موقع سبورتس رفرنس (الإنجليزية)